# 六氯环戊二烯
六氯环戊二烯（英語：Hexachlorocyclopentadiene，缩写HCCPD，也称作C-56、Graphlox、HRS 1655）是一种有机氯化合物，化学式C5Cl6，是合成许多杀虫剂、阻燃劑、染料的前体。常温下纯洁物为液体，商业样品常带有柠檬黄色，有时带有蓝色蒸汽。许多衍生物为持久性有機污染物，估计在1976年之前生产了27万吨。